# Norddal
Gmina Norddal (norw. Norddal kommune) – norweska gmina leżąca w regionie Møre og Romsdal. Jej siedzibą jest miasto Valldal.
Norddal jest 114. norweską gminą pod względem powierzchni.

## Demografia
Według danych z roku 2005 gminę zamieszkuje 1817 osób. Gęstość zaludnienia wynosi 1,93 os./km². Pod względem zaludnienia Norddal zajmuje 344. miejsce wśród norweskich gmin.
| ludność stan na 1 stycznia 2005 |         |           |       |
|                                 | kobiety | mężczyźni | razem |
| osób                            | 910     | 907       | 1817  |
| %                               | 50,08%  | 49,92%    | 100%  |

| wykształcenie stan na 1 października 2004 |        |         |        |        |
|                                           | podst. | średnie | wyższe | niezn. |
| osób                                      | 337    | 873     | 207    | 31     |
| %                                         | 23,27% | 60,29%  | 14,3%  | 2,14%  |

## Edukacja
Według danych z 1 października 2004:
- liczba szkół podstawowych (norw. grunnskolar): 4
- liczba uczniów szkół podst.: 252

## Władze gminy
Według danych na rok 2011 administratorem gminy (norw. rådmann) jest Stig Holmstrøm, natomiast burmistrzem (norw. ordfører, d. borgermester) jest Bjørn Inge Ruset.